# أوبن إليك
OpenELEC (اختصار لمركز ترفيه لينكس مفتوح المصدر) هو برنامج مشغل من نوع لينكس صمم للمسرح المنزلي وأجهزة الكمبيوتر وبني على كودي (سابقا XBMC) كمشغل وسائط الاعلام.
أوبن إليك صمم على فكرة «نظام التشغيل ما يكفي فقط» . صمم لاستهلك موارد قليلة نسبيا والتشغل بسرعة من ذاكرة فلاش.
فريق OpenELEC اصدر OpenELEC 4.0 في 5 أيار / مايو 2014 ، ويضم هذا الإصدار تحديث XBMC 13.0 مع آخر تحديث أجزاء مهمة من نظام التشغيل وكذلك تحديث نواة لينكس إلى الإصدار 3.14 إضافية برامج تشغيل الأجهزة أو المشغلات.

## عن البرنامج
OpenELEC يوفر مجموعة كاملة من مشغلات الوسائط الذي يأتي مع نسخة كودي واضافات اخرا تتعلق بالتحكم عن بعد والتشغيل. OpenELEC صغير للغاية وسريع جدا في تشغيل وإعادة الإقلاع، تم تصمميم البرنامج ليعمل من بطاقة الذاكرة فلاش مثل ذاكرة وميضية مدمجة ‏ أو أقراص الحالة الصلبة, مماثلة لتلك التي من كودي (سابقا XBMC الحية) التوزيع ولكن تحديدا إلى الحد الأدنى قمة مجموعة مربع إعداد الأجهزة على أساس ذراع SoCs أو Intel x86 ومعالج الرسومات.

## التاريخ
منذ عام 2011 ،فريق OpenELEC عادة ما أطلق الإصدار الرئيسي الجديد في وقت قصير بعد أن يطلق كودي وحسب الجدول الزمني.
منذ 2014, نسخ تدعم مجموعة من رقائق الرسومات(GPU) (ION, Fusion, Intel) تم اهمالها.. النسخ الآن متاحة حاليا لانضمة x86-64 («عامة الاستخدام»),و.Raspberry Pi, Raspberry Pi 2, Raspberry Pi 3
| OpenELEC الإصدار | OpenELEC الإصدار | تاريخ الإصدار                 | كودي الإصدار | كودي الإصدار | نواة    |
| ---------------- | ---------------- | ----------------------------- | ------------ | ------------ | ------- |
| 1                | 1.0              | 20 تشرين الأول / أكتوبر 2011  | 10.1         | دارما        |         |
| 2                | 2.0              | 16 تشرين الأول / أكتوبر 2012  | 11.0         | عدن          | 3.2.31  |
| 3                | 3.0              | 24 آذار / مارس 2013           | 12.1         | فرودو        |         |
| 3                | 3.0.6            | 15 يونيو 2013                 | 12.1         | فرودو        |         |
| 3                | 3.2              | 13 أيلول / سبتمبر 2013        | 12.2         | فرودو        | 3.10    |
| 3                | 3.2.4            | 28 تشرين الثاني / نوفمبر 2013 | 12.2         | فرودو        | 3.10.20 |
| 4                | 4.0              | 5 مايو 2014                   | 13.0         | جوثام        | 3.14    |
| 4                | 4.0.7            | 9 يوليو 2014                  | 13.1         | جوثام        | 3.14.11 |
| 4                | 4.2              | 26 أيلول / سبتمبر 2014        | 13.2         | جوثام        | 3.16    |
| 5                | 5.0              | 28 كانون الأول / ديسمبر 2014  | 14.0         | اللولب       | 3.17    |
| 5                | 5.0.7            | 29 آذار / مارس 2015           | 14.2         | اللولب       | 3.17    |
| 6                | 6.0              | 1 تشرين الثاني / نوفمبر 2015  | 15.2         | أيزنجارد     | 4.1     |
| 6                | 6.0.3            | 1 آذار / مارس 2016            | 15.2         | أيزنجارد     | 4.1     |